# Ciclismo ai XVII Giochi paralimpici estivi
Le gare di ciclismo ai XVII Giochi paralimpici estivi sono state svolte in due località differenti: il ciclismo su pista presso il velodromo di Saint-Quentin-en-Yvelines e il ciclismo su strada a Clichy-sous-Bois.

## Formato
Sono stati disputatu tre eventi di ciclismo su pista: crono, inseguimento individuale e velocità a squadre miste uomini/donne. Gli eventi del ciclismo su strada sono stati, invece, la corsa in linea, la crono e la staffetta mista uomini/donne a squadre.

## Classificazione
Le gare di ciclismo su pista erano divise in due gruppi, identificati da un prefisso letterale:
- C, per atleti che usavano la bicicletta standard;
- B, per atleti con disabilità visive, i quali gareggiavano con un tandem in cui uno dei due corridori svolgeva il ruolo di pilota.

Le gare di ciclismo su strada, oltre a includere i gruppi delle gare su pista, comprendevano anche i seguenti:
- H, per atleti che guidavano la handbike;
- T, per atleti che usavano il triciclo al posto della bicicletta.

I gruppi C, H e T erano suddivisi in classi numeriche che riflettevano il grado di disabilità, dove 1 corrispondeva alla maggiore disabilità.

## Calendario
Le gare su pista sono state disputate dal 29 agosto al 1 settembre 2024 mentre quelle su strada sono state svolte dal 4 al 7 settembre 2024.
|  | Finali per medaglia d'oro |

| Ciclismo su pista ai XVII Giochi paralimpici estivi | Ciclismo su pista ai XVII Giochi paralimpici estivi | Ciclismo su pista ai XVII Giochi paralimpici estivi | Ciclismo su pista ai XVII Giochi paralimpici estivi | Ciclismo su pista ai XVII Giochi paralimpici estivi | Ciclismo su pista ai XVII Giochi paralimpici estivi |
| Evento                                              | Evento                                              | Data                                                | Data                                                | Data                                                | Data                                                |
| Evento                                              | Evento                                              | Gio 29                                              | Ven 30                                              | Sab 31                                              | Dom 1                                               |
| --------------------------------------------------- | --------------------------------------------------- | --------------------------------------------------- | --------------------------------------------------- | --------------------------------------------------- | --------------------------------------------------- |
| Uomini                                              | Crono                                               |                                                     | C4-5                                                | C1-3                                                | B                                                   |
| Uomini                                              | Inseguimento                                        | B C1                                                | C2 C3                                               | C4 C5                                               |                                                     |
| Donne                                               | Crono                                               | C4-5                                                | B                                                   | C1-3                                                |                                                     |
| Donne                                               | Inseguimento                                        | C1-3                                                | C4                                                  | C5                                                  | B                                                   |
| Misto                                               | Velocità                                            |                                                     |                                                     |                                                     | C1-5                                                |

| Ciclismo su strada ai XVII Giochi paralimpici estivi | Ciclismo su strada ai XVII Giochi paralimpici estivi | Ciclismo su strada ai XVII Giochi paralimpici estivi | Ciclismo su strada ai XVII Giochi paralimpici estivi | Ciclismo su strada ai XVII Giochi paralimpici estivi | Ciclismo su strada ai XVII Giochi paralimpici estivi |
| Evento                                               | Evento                                               | Data                                                 | Data                                                 | Data                                                 | Data                                                 |
| Evento                                               | Evento                                               | Mer 4                                                | Gio 5                                                | Ven 6                                                | Sab 7                                                |
| ---------------------------------------------------- | ---------------------------------------------------- | ---------------------------------------------------- | ---------------------------------------------------- | ---------------------------------------------------- | ---------------------------------------------------- |
| Uomini                                               | Crono                                                | Tutte le classi                                      |                                                      |                                                      |                                                      |
| Uomini                                               | Corsa in linea                                       |                                                      | H1-2 H3 H4 H5                                        | C4-5 B                                               | C1-3 T1-2                                            |
| Donne                                                | Crono                                                | Tutte le classi                                      |                                                      |                                                      |                                                      |
| Donne                                                | Corsa in linea                                       |                                                      | H1-4 H5                                              | C4-5 B                                               | C1-3 T1-2                                            |
| Misto                                                | Staffetta                                            |                                                      |                                                      |                                                      | H1-5                                                 |

## Podi

### Ciclismo su pista

#### Uomini
| Evento                   | Classe | Oro                               | Argento                                | Bronzo                                   |
| ------------------------ | ------ | --------------------------------- | -------------------------------------- | ---------------------------------------- |
| Crono 1000 m             | B      | James Ball Guida: Steffan Lloyd   | Neil Fachie Guida: Matt Rotherham      | Thomas Ulbricht Guida: Robert Förstemann |
| Crono 1000 m             | C1-3   | Li Zhangyu (C1)                   | Liang Weicong (C1)                     | Alexandre Léauté (C2)                    |
| Crono 1000 m             | C4-5   | Korey Boddington (C4)             | Blaine Hunt (C5)                       | Alfonso Cabello (C5)                     |
| Inseguimento individuale | B      | Tristan Bangma Guida: Patrick Bos | Stephen Bate Guida: Christopher Latham | Lorenzo Bernard Guida: Davide Plebani    |
| Inseguimento individuale | C1     | Li Zhangyu                        | Liang Weicong                          | Ricardo Ten Argiles                      |
| Inseguimento individuale | C2     | Alexandre Léauté                  | Ewoud Vromant                          | Matthew Robertson                        |
| Inseguimento individuale | C3     | Jaco van Gass                     | Finlay Graham                          | Alexandre Hayward                        |
| Inseguimento individuale | C4     | Jozef Metelka                     | Archie Atkinson                        | Gatien Le Rousseau                       |
| Inseguimento individuale | C5     | Dorian Foulon                     | Yehor Dementyev                        | Elouan Gardon                            |

#### Donne
| Evento                   | Classe | Oro                                    | Argento                                   | Bronzo                          |
| ------------------------ | ------ | -------------------------------------- | ----------------------------------------- | ------------------------------- |
| Crono 500 m              | B      | Elizabeth Jordan Guida: Dannielle Khan | Jessica Gallagher Guida: Caitlin Ward     | Sophie Unwin Guida: Jenny Holl  |
| Crono 500 m              | C1-3   | Amanda Reid (C1)                       | Qian Wangwei (C1)                         | Maike Hausberger (C2)           |
| Crono 500 m              | C4-5   | Caroline Groot (C5)                    | Marie Patouillet (C5)                     | Kate O'Brien (C4)               |
| Inseguimento individuale | B      | Sophie Unwin Guida: Jenny Holl         | Katie-George Dunlevy Guida: Eve McCrystal | Lora Fachie Guida: Corrine Hall |
| Inseguimento individuale | C1-3   | Wang Xiaomei (C3)                      | Daphne Schrager (C2)                      | Flurina Rigling (C2)            |
| Inseguimento individuale | C4     | Emily Petricola                        | Anna Taylor                               | Keely Shaw                      |
| Inseguimento individuale | C5     | Marie Patouillet                       | Heïdi Gaugain                             | Nicole Murray                   |

#### Misti
| Evento                   | Classe | Oro                                                | Argento                                                              | Bronzo                                                       |
| ------------------------ | ------ | -------------------------------------------------- | -------------------------------------------------------------------- | ------------------------------------------------------------ |
| Velocità a squadre 750 m | C1-5   | Gran Bretagna Kadeena Cox Jaco van Gass Jody Cundy | Francia Ricardo Ten Argilés Pablo Jaramillo Gallardo Alfonso Cabello | Nuova Zelanda Gordon Allan Alistair Donohoe Korey Boddington |

### Ciclismo su strada

#### Uomini
| Evento         | Classe | Oro                               | Argento                                  | Bronzo                                  |
| Crono          | B      | Tristan Bangma Guida: Patrick Bos | Elie de Carvalho Guida: Mickaël Guichard | Vincent ter Schure Guida: Timo Fransen  |
| Crono          | H1     | Fabrizio Cornegliani              | Maxime Hordies                           | Nicolas Pieter du Preez                 |
| Crono          | H2     | Sergio Garrote Muñoz              | Luca Mazzone                             | Florian Jouanny                         |
| Crono          | H3     | Mathieu Bosredon                  | Johan Quaile                             | Martino Pini                            |
| Crono          | H4     | Jetze Plat                        | Thomas Frühwirth                         | Jonas Van de Steene                     |
| Crono          | H5     | Mitch Valize                      | Loïc Vergnaud                            | Luis Costa                              |
| Crono          | C1     | Ricardo Ten Argilés               | Michael Teuber                           | Zbigniew Maciejewski                    |
| Crono          | C2     | Alexandre Léauté                  | Ewoud Vromant                            | Darren Hicks                            |
| Crono          | C3     | Thomas Peyroton-Dartet            | Eduardo Santas Asensio                   | Matthias Schindler                      |
| Crono          | C4     | Kévin Le Cunff                    | Gatien Le Rousseau                       | Damián Ramos Sánchez                    |
| Crono          | C5     | Daniel Abraham Gebru              | Alistair Donohoe                         | Dorian Foulon                           |
| Crono          | T1-2   | Chen Jianxin (T1)                 | Nathan Clement (T1)                      | Tim Celen (T2)                          |
| Corsa in linea | B      | Tristan Bangma Guida: Patrick Bos | Vincent ter Schure Guida: Timo Fransen   | Alexandre Lloveras Guida: Yoann Paillot |
| Corsa in linea | H1-2   | Florian Jouanny (H2)              | Sergio Garrote Muñoz (H2)                | Luca Mazzone (H2)                       |
| Corsa in linea | H3     | Mathieu Bosredon                  | Johan Quaile                             | Mirko Testa                             |
| Corsa in linea | H4     | Jetze Plat                        | Thomas Frühwirth                         | Rafał Wilk                              |
| Corsa in linea | H5     | Mitch Valize                      | Loïc Vergnaud                            | Pavlo Bal                               |
| Corsa in linea | C1-3   | Finlay Graham (C3)                | Thomas Peyroton-Dartet (C3)              | Alexandre Léauté (C2)                   |
| Corsa in linea | C4-5   | Yehor Dementyev (C5)              | Kévin Le Cunff (C4)                      | Martin van de Pol (C5)                  |
| Corsa in linea | T1-2   | Chen Jianxin (T1)                 | Dennis Connors (T2)                      | Juan José Betancourt Quiroga (T2)       |

#### Donne
| Evento         | Classe | Oro                                     | Argento                                 | Bronzo                          |
| Crono          | B      | Katie-George Dunlevy Guida: Linda Kelly | Sophie Unwin Guida: Jenny Holl          | Lora Fachie Guida: Corrine Hall |
| Crono          | H1-3   | Katerina Brim (H2)                      | Lauren Parker (H3)                      | Annika Zeyen-Giles (H3)         |
| Crono          | H4-5   | Oksana Masters (H5)                     | Chantal Haenen (H5)                     | Sun Bianbian (H5)               |
| Crono          | C1-3   | Maike Hausberger (C2)                   | Frances Brown (C1)                      | Anna Beck (C3)                  |
| Crono          | C4     | Samantha Bosco                          | Meg Lemon                               | Franziska Matile-Dörig          |
| Crono          | C5     | Sarah Storey                            | Heïdi Gaugain                           | Alana Forster                   |
| Crono          | T1-2   | Marieke van Soest (T1)                  | Celine van Till (T2)                    | Emma Lund (T2)                  |
| Corsa in linea | B      | Sophie Unwin Guida: Jenny Holl          | Katie-George Dunlevy Guida: Linda Kelly | Lora Fachie Guida: Corrine Hall |
| Corsa in linea | H1-4   | Lauren Parker (H3)                      | Jennette Jansen (H4)                    | Annika Zeyen-Giles (H3)         |
| Corsa in linea | H5     | Oksana Masters                          | Sun Bianbian                            | Ana Maria Vitelaru              |
| Corsa in linea | C1-3   | Keiko Sugiura (C3)                      | Flurina Rigling (C2)                    | Clara Brown (C3)                |
| Corsa in linea | C4-5   | Sarah Storey (C5)                       | Heïdi Gaugain (C5)                      | Paula Ossa (C5)                 |
| Corsa in linea | T1-2   | Emma Lund (T2)                          | Celine van Till (T2)                    | Marieke van Soest (T1)          |

#### Misti
| Evento              | Classe | Oro                                                     | Argento                                           | Bronzo                                                 |
| Staffetta a squadre | H1-5   | Francia Mathieu Bosredon Joseph Fritsch Florian Jouanny | Italia Federico Mestroni Luca Mazzone Mirko Testa | Stati Uniti Katerina Brim Travis Gaertner Matt Tingley |